# Сен-Жан-ле-Блан (Кальвадос)
Сен-Жан-ле-Блан (фр. Saint-Jean-le-Blanc) — коммуна во Франции, находится в регионе Нижняя Нормандия. Департамент коммуны — Кальвадос. Входит в состав кантона Конде-сюр-Нуаро. Округ коммуны — Вир.
Код INSEE коммуны — 14597.

## Население
Население коммуны на 2010 год составляло 341 человек.
| 1962 | 1968 | 1975 | 1982 | 1990 | 1999 | 2010 |
| ---- | ---- | ---- | ---- | ---- | ---- | ---- |
| 418  | 401  | 363  | 291  | 334  | 318  | 341  |

## Экономика
В 2010 году среди 213 человек трудоспособного возраста (15—64 лет) 151 были экономически активными, 62 — неактивными (показатель активности — 70,9 %, в 1999 году было 72,7 %). Из 151 активных жителей работали 143 человека (75 мужчин и 68 женщин), безработных было 8 (2 мужчин и 6 женщин). Среди 62 неактивных 18 человек были учениками или студентами, 23 — пенсионерами, 21 были неактивными по другим причинам.